# Болгарская социалистическая партия
Болгарская социалистическая партия (болг. Българска социалистическа партия) — социал-демократическая партия в Болгарии. Создана 3 апреля 1990 года путём преобразования Болгарской коммунистической партии. Член Социнтерна и Партии европейских социалистов. Депутаты Европарламента от БСП входят в Прогрессивный альянс социалистов и демократов.

## История партии
Болгарская социалистическая партия была создана 3 апреля 1990 года, после общепартийного референдума болгарских коммунистов, прошедшего в марте того же года. Тогда же было решено отказаться от марксизма и партия стала социал-демократической. На момент создания социалисты являлись правящей партией, имея большинство в Великом народном собрании. Правительство страны возглавлял один из лидеров БСП Андрей Луканов. Президентом Болгарии был также социалист Пётр Младенов, которого 1 августа 1990 года сменил лидер оппозиционного Союза демократических сил Желю Желев.
Осенью 1991 года БСП проиграла Союзу демократических сил (СДС) на выборах в 36-е Народное собрание, получив 106 мест из 240, и перешла в оппозицию. В 1995 году за БСП проголосовало 2 262 943 избирателей и получив 125 мест в 37-м Народном собрании, социалисты смогли сформировать правительство во главе с Жаном Виденовым. Но вскоре популярность партии стала падать и на президентских выборах 2 ноября 1996 года её кандидат Иван Маразов проиграл Петру Стоянову, выдвинутому СДС. 19 апреля 1997 года на досрочных парламентских выборах в 38-е Народное Собрание БСП, выступая в составе коалиции «Демократична левица», потерпела поражения, собрав всего 939 308 голосов и получив 58 мест вместе с союзниками.
17 июня 2001 года БСП, входившая в «Коалицию за Болгарию», вновь ухудшила свои показатели, набрав 783 372 голосов избирателей и получив 48 мест вместе с союзниками. Несмотря на это в ноябре того же года лидер социалистов Георгий Пырванов победил на выборах действующего президента Стоянова. 25 июня 2005 года «Коалиция за Болгарию» возглавляемая БСП победила на выборах в 40-е Народное собрание, получив 1 129 196 голосов (33,98 %) и 82 места из 240. Благодаря этому левые смогли вместе с Национальным движением «Симеон Второй» и Движением за права и свободы сформировать коалиционное правительство во главе с социалистом Сергеем Станишевым. В следующем 2006 году Георгий Пырванов, победив Волена Сидерова (Национальное объединение «АТАКА»), стал первым болгарским политиком добившимся переизбрания на пост президента страны.
В 2007 году на первых в истории Болгарии выборах в Европарламент БСП участвовала в составе коалиции Платформа Европейских социалистов, в которую также входило Движение за социальный гуманизм. Коалиция получила 414 786 голосов или 21,41 % (второе место), отчего смогла провести в парламент 5 депутатов: Кристиан Вигенин, Илияна Йотова, Атанас Папаризов, Маруся Любчева и Евгени Кирилов.
5 июля 2009 года на выборах в 41-е Народное собрание «Коалиция за Болгарию» выступила неудачно, сумев привлечь на свою сторону всего 748 147 избирателей и получив 40 мест. Это худшие показатели за всю историю партии.
В 2013 году на выборах в 42-е Народное собрание БСП получила 26,5 %. Их представитель Пламен Орешарски получил право формировать правительство.
На выборах в Народное собрание в 2014 году БСП получила 15,4 %.
На президентских выборах 2016 года партия поддержала независимого кандидата Румена Радева.

## Идеология партии
Основанная как правопреемница Болгарской коммунистической партии, БСП описывает себя как демократическую социалистическую партию, поддерживающую социалистическую политику и ценности, в то же время поддерживая социально-ориентированную рыночную экономику. Её также называют популистской и социал-демократической партией. Политика партии за время своего существования колебалась от привычного понимания социализма в эпоху Виденова к более социально-либеральному мировоззрению при Станищеве и к социально-консервативному варианту социализма при Ниновой.
Как и большинство партий-членов Партии европейских социалистов (ПЕС), БСП занимает проевропейскую позицию, хотя и занимает некоторые евроскептические позиции и призывает к прекращению санкций против России. Некоторые новостные агентства, такие как Novinite, The Wall Street Journal и The Washington Post, описывают ориентацию партии как мягкую русофилию.
В последнее время под руководством Корнелии Ниновой и в отличие от большинства партий ПЕС БСП описывалась как более консервативная в социальных вопросах, поскольку Нинова выступает против однополых браков в Болгарии. Многие партийные лидеры выступали против Стамбульской конвенции, потому что они были против просвещения детей в вопросах сексуальности, если это также означало однополые отношения, и после долгих дебатов решили проголосовать против неё, несмотря на внутренние разногласия по этому поводу. В то же время бывший лидер БСП, а затем глава ПЕС Сергей Станишев решительно поддержал Стамбульскую конвенцию. Под руководством Ниновой БСП также перешла к более националистической риторике.

## Председатели БСП
Руководителем БСП является председатель Национального совета (НС). Эту должность в разное время занимали:
- 1990—1991 — Александр Лилов
- 1991—1996 — Жан Виденов — премьер-министр с 1995 по 1997 годы
- 1996—2001 — Георгий Пырванов — президент с 2001 года
- 2001—2014 — Сергей Станишев — премьер-министр с 2005 по 2009 годы.
- 2014—2016 — Михаил Миков[источник не указан 988 дней].
- 2016—2024 — Корнелия Нинова[15]
- С 2024 — Атанас Зафиров

## Известные политики-члены БСП
- Георгий Пиринский — бывший председатель Народного собрания
- Божидар Димитров — директор Национального исторического музея
- Стефан Данаилов — артист, бывший министр культуры
- Андрей Луканов — премьер-министр в 1990 году
- Пётр Младенов — президент в 1990 году